# Adobe PDF Print Engine
Die Adobe PDF Print Engine, auch APPE genannt, ist eine Druckplattform-Technologie von Adobe. Die erste Version wurde im Jahr 2006 veröffentlicht und adressierte Computer-to-Plate (CTP) Anwender. Aktuell liegt sie in Version 6 vor und hat mit Version 3 den Adobe CPSI-Interpreter abgelöst. Sie stellt die technische Intelligenz in Druckereien dar, aus PDF-Dokumenten belichtungsfähige Rasterdaten zu erzeugen. Da Adobe den Funktionsumfang seines Portable Document Formats ständig erweitert, wird auch die Adobe PDF Print Engine stetig weiterentwickelt. Sie gilt als Nachfolger des eingestellten PostScript-Formates.
Dieses Software-Paket ist für den Endkunden nicht erhältlich. Stattdessen erhalten OEM-Kunden wie Heidelberger Druckmaschinen AG (Prinect), Agfa (Apogee), Fujifilm (XMF) oder Screen die entsprechenden Pakete im Rahmen eines Lizenzabkommens. Adobe stellt ein Software-Paket, das unter anderem wichtige Rendering-Funktionen, wie die der RIPs, enthält. RIP ist die Abkürzung für „Raster Image Processor“. Seine Aufgabe besteht darin, logische Informationen aus einer Postscript- oder PDF-Datei so in Pixel zu konvertieren, dass sie auf dem gewünschten Gerät ausgegeben werden können – also beispielsweise einem Monitor, Laserdrucker oder CtP-Recorder. Das können einfache RGB-Pixel sein, die auf einem Monitor gezeigt werden. Oder aber Millionen schwarzer Punkte im stochastischen Offsetdruckraster einer Druckplatte, die dazu dienen, Druckfarbe über ein Gummituch auf Papier zu bringen.
Die Adobe Print Engine erwartet stets PDF-Dokumente. PostScript-Dokumente müssen vorher in das Portable Document Format gewandelt werden.
Mit Version 3 wurde die Mercury RIP Architecture eingeführt. Diese besonders auf hohe Skalierbarkeit ausgelegte Architektur besitzt ein integriertes Load-Balancing und ermöglicht es, vorhandene Ressourcen auf einem einzelnen System oder in einem Netzwerk (RIP-Farm) effektiv zu nutzen. Außerdem wird das Erzeugen von variablen Druckdaten (Variable Data Printing) durch Mercury stark beschleunigt. Nach Aussage von Adobe war die PDF Print Engine 3 seinerzeit die schnellste auf dem Markt verfügbare Rendering-Technologie.
Laut Adobe unterstützt die PDF Print Engine 5 das von der ISO im Jahr 2017 veröffentlichte PDF 2.0 vollständig. So können Farbmanagement (Rendering Intent) und Transparenzen u. a. seitenweise definiert und somit heterogen zusammengesetzte Druckaufträge (z. B. Umschlag und Inhalte einer Broschüre) als ganze Druckdatei gruppiert werden. Damit ist die APPE 5 auch kompatibel mit den daraus abgeleiteten Druckdatei-Spezifikationen PDF/X-6 und PDF/VT-3.
Die PDF Print Engine 6 ergänzt ihre Vorgängerversion u. a. um die Verarbeitung spektraler Farbmessdaten, n-kanalige Farbraumerweiterung, eine neue Pixel-Interpolationsmethode bei Bildvergrößerungen sowie die Verarbeitung von Struktur- und Positionsinhalten für Lack, Deckweiß, Stanzen, Rillen, Falten, Kleben, Braille- und Blindprägen sowie Übertragen von Folien und Prägehologrammen als standardisierte Objektgruppen und Ebenen (OCG-Metadaten).